# Recharged
Recharged es el segundo álbum remix de la banda de rock Linkin Park. El álbum, incluye  remixes de canciones del quinto álbum de estudio de la banda, Living Things, y fue  lanzado el 29 de octubre de 2013, con el sello discográfico de Warner Bros. Records, y Machine Shop Recordings. El álbum remix esta totalmente producido por Rick Rubin y Mike Shinoda.

## Antecedentes
Recharged fue anunciado oficialmente en la página de Facebook de la banda el 12 de septiembre de 2013, el mismo día que su nuevo juego, LP Recharge, fue lanzado. La banda reveló que el álbum es un álbum remix, con re-interpretaciones de las canciones de Living Things, además de incluir su nueva canción con Steve Aoki, "A Light That Never Comes". La banda también anunció que habrá una edición limitada del álbum, disponible exclusivamente en su página web. Cuenta con una escultura interactiva en 3D basada en las ilustraciones del álbum Living Things, un folleto de 48 páginas de arte, los álbumes Living Things y Recharged, y un lápiz magnético que puede interactuar con la solución líquida en la escultura 3D para crear patrones y diseños únicos. Los Pre-orders iniciaron el 16 de septiembre. Los otros álbumes remix que Linkin Park ha lanzado son Reanimation y el EP que la banda hizo con Jay-Z, Collision Course.

## Lista de canciones
| Recharged - Digital download / CD |                                                              |          |  |
| N.º                               | Título                                                       | Duración |  |
| 1.                                | «A Light That Never Comes» (con Steve Aoki)                  | 3:49     |  |
| 2.                                | «Castle of Glass» (M. Shinoda Remix)                         | 6:20     |  |
| 3.                                | «Lost in the Echo» (KillSonik Remix)                         | 5:09     |  |
| 4.                                | «Victimized» (M. Shinoda Remix)                              | 2:59     |  |
| 5.                                | «I'll Be Gone» (Vice Remix con Pusha T)                      | 4:00     |  |
| 6.                                | «Lies Greed Misery» (Dirtyphonics Remix)                     | 4:48     |  |
| 7.                                | «Roads Untraveled» (Rad Omen Remix con Bun B)                | 5:32     |  |
| 8.                                | «Powerless» (Enferno Remix)                                  | 6:19     |  |
| 9.                                | «Burn It Down» (Tom Swoon Remix)                             | 4:47     |  |
| 10.                               | «Until It Breaks» (Datsik Remix)                             | 6:04     |  |
| 11.                               | «Skin to Bone» (Nick Catchdubs Remix con Cody B. Ware & Ryu) | 3:54     |  |
| 12.                               | «I'll Be Gone» (Schoolboy Remix)                             | 6:11     |  |
| 13.                               | «Until It Breaks» (Money Mark Headphone Remix)               | 4:35     |  |
| 14.                               | «A Light That Never Comes» (Rick Rubin Reboot)               | 4:40     |  |
| 68:42                             |                                                              |          |  |

| Recharged - Pre-order bonus track |                                     |          |  |
| N.º                               | Título                              | Duración |  |
| 15.                               | «Burn It Down» (Paul van Dyk Remix) | 8:00     |  |

## Personal
| Linkin Park - Chester Bennington – voz - Rob Bourdon – batería - Brad Delson – guitarra líder, voces adicionales en "Until It Breaks", sintetizador en "Lies Greed Misery" y "Victimized" - Dave Farrell – bajo, coros, sintetizadores en "Lost in the Echo", "Lies Greed Misery" y "Victimized" - Joe Hahn – tocadiscos, sintetizador, muestras, teclado - Mike Shinoda – voz, guitarra rítmica, teclado, piano, sintetizador. Cadenas y cuernos en "Castle of Glass" Músicos adicionales - Steve Aoki - programador y productor en "A Light That Never Comes" - Owen Pallett – cuerdas en "I'll Be Gone" | Personal técnico - Rick Rubin – productor - Mike Shinoda – productor, ingeniero, director creativo - Joe Hahn - director creativo - Ethan Mates – ingeniero - Andrew Hayes – asistente, ingeniero, editor - Brad Delson – producción adicional - Jerry Johnson - técnico de batería - Ryan DeMarti – coordinación de producción, coordinación de A&R - Manny Marroquin – mezcla (asistido por Chris Galland y Del Bowers) - Brian Gardner – masterización - Rob Cavallo – A&R - Liza Jospeph – coordinación de A&R - Peter Standish – director de marketing - Brandon Parvini – obra de arte, director creativo - The Uprising Creative – dirección de arte, diseño - Frank Maddocks – diseño del icono LP |  |

## Lanzamiento
| Región         | Fecha                 | Formato              | Discográfico         |
| -------------- | --------------------- | -------------------- | -------------------- |
| Estados Unidos | 29 de octubre de 2013 | CD, descarga digital | Warner Bros. Records |